# 보 다카하시
로드리고 히토시 "보" 다카하시(Rodrigo Hitoshi "Bo" Takahashi, 1997년 1월 23일 ~ )는 브라질의 야구 선수이자, 현 일본 프로 야구 사이타마 세이부 라이온스의 투수이다.

## 미국 프로야구 시절

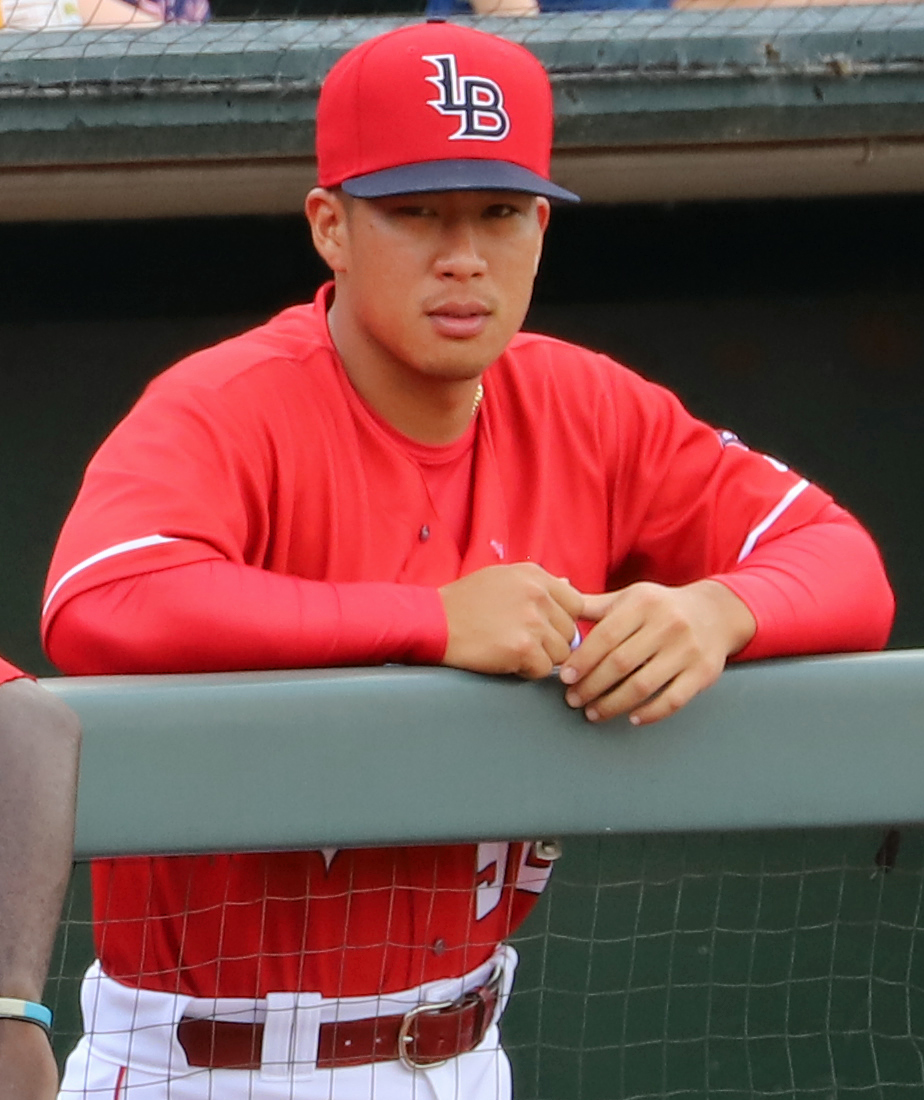

### 애리조나 다이아몬드백스시절
2013년 12월에 국제 자유계약 신분으로 계약했다. 2014년에 루키 리그 소속 AZL 다이아몬드백스에서 프로 데뷔를 했으며 41이닝 3승 4패, 평균자책점 4.39를 기록했다. 2015년에는 루키 어드밴스드리그 미줄라 패들헤드 소속으로 출전해 77.1이닝 8승 1패, 평균자책점 4.66을 기록했다. 2016년에는 힐스보로 홉, 케인 카운티 쿠거, 비살리아 로후하이드로 옮겨다니며 83.1이닝 6승 4패, 평균자책점 2.81를 기록했다. 2017년에는 비살리아와 케인 카운티 소속으로 출전해 126이닝 7승 12패, 평균자책점 5.14를 기록했으며 캘리포니아 리그 미드 시즌 올스타에 선정됐다. 2018년에는 비살리아와 잭슨 제너럴스 소속으로 120.2이닝 6승 6패, 평균자책점 4.03을 기록했다. 시즌 후 애리조나 가을 리그에 설트리버 래프터즈 소속으로 참가했다.
2018년 시즌 후 40인 로스터에 등록했다. 2019년 시즌은 더블A 잭슨 재너럴스에서 시작했다. 8월 18일에 처음으로 메이저 리그에 승격됐다. 하지만 메이저 리그 경기에 등판하지 못했고, 8월 20일에 잭슨으로 내려갔다. 2019년에 잭슨 소속으로 118.2이닝 9승 7패, 평균자책점 3.72를 기록했다.
2020년 10월 27일에 40인 로스터에서 제외됐다. 11월 2일에 자유계약신분이 되었다.

### 신시내티 레즈시절
2020년 12월 18일에 마이너 리그 계약을 했다. 산하 트리플A 팀인 루이빌 배츠에서 18경기에 등판해 평균자책점 4.45, 89탈삼진을 기록했다.

## 한국 프로야구 시절

### KIA 타이거즈시절
2021년 8월 26일에 애런 브룩스를 대체할 외국인 투수로 영입되었다. 총액 16만 달러(이적료 10만 달러, 연봉 6만 달러)에 입단했다. 9월 4일에 입국했으며 2주간의 자가 격리 기간을 거친 후 휴식일인 20일에 라이브 피칭을 했다. 총 60개의 공을 던졌으며 최고 구속 150km/h를 기록했다. 당시 감독이었던 맷 윌리엄스는 구속, 제구에 만족했다. 9월 25일 SSG 랜더스와의 경기에 선발 등판해 4이닝 무실점을 기록했다. 10월 1일 키움 히어로즈와의 경기에서 6이닝 2피안타, 1볼넷, 무실점으로 KBO 리그 데뷔 첫 승을 기록했다. 하지만 LG 트윈스와의 경기에서 시즌 첫 패를 기록했고, 3경기에서 16.1이닝 16실점, 15자책점으로 부진했다. 10월 24일 NC 다이노스와의 경기에서 6이닝 무실점을 기록했지만 팀은 패했다. 시즌 최종전인 키움 히어로즈와의 경기에 선발 등판해 4.1이닝 5실점으로 패전 투수가 됐다.

## 일본 프로야구 시절
2021년 12월 16일 사이타마 세이부 라이온스와 1년 2000만 엔에 계약했다. 코로나19 범유행으로 일본에 3월 13일 입국했으며 일본 프로 야구 2군 리그인 이스턴 리그에 2경기 등판했다. 이후 4월 1일 1군에 콜업되어 2일 지바 롯데 마린스와의 경기에 나와 1이닝 무실점 기록했다. 주로 점수 차가 벌어진 상황에서 등판했다. 4월 8일 후쿠오카 소프트뱅크 호크스와의 경기에서 실점한 이후 11경기 동안 13이닝 연속으로 무실점을 기록했다. 22일 롯데전에 나와 13경기 만에 실점을 기록했으며, 14일 이후인 7월 7일에도 실점을 기록했고 8일 2군으로 내려갔다. 원칙적으로는 1군 말소 후 바로 콜업이 불가능하지만, 같은 팀 동료인 구몬 가쓰히코가 발열이나 코로나 관련 규정에 따라 하루 만에 다시 콜업되었다. 7월 23일 도호쿠 라쿠텐 골든이글스전에서 일본 프로 야구 데뷔 후 첫 홀드를 기록했다. 총 27경기 등판해 0승 0패 2홀드 평균자책점 2.56을 기록했다.。2022년 12월 1일 사이타마 세이부 라이온스와 1년 3500만 엔에 재계약했다.

## 국가대표 경력
2017년 WBC 예선전에 브라질 소속으로 참가했다.

## 기타
- 그는 일본계 브라질인인데[33] 영어, 포르투칼어, 스페인어에 유창하고, 일본어를 듣고 이해할 수 있다.[34]

## 통산 기록
| 연도           | 팀명           | 평균자책점 | 경기 | 완투 | 완봉 | 승 | 패 | 세 | 홀 | 승률  | 타자 | 이닝 | 피안타 | 피홈런 | 볼넷 | 사구 | 탈삼진 | 실점 | 자책점 |
| -------------- | -------------- | ---------- | ---- | ---- | ---- | -- | -- | -- | -- | ----- | ---- | ---- | ------ | ------ | ---- | ---- | ------ | ---- | ------ |
| 2021           | KIA            | 4.91       | 7    | 0    | 0    | 1  | 3  | 0  | 0  | 0.250 | 168  | 36.2 | 46     | 4      | 12   | 4    | 46     | 22   | 20     |
| 2022           | 세이부         | 2.56       | 27   | 0    | 0    | 0  | 0  | 0  | 2  | -     | 133  | 31.2 | 19     | 2      | 15   | 7    | 26     | 14   | 9      |
| KBO 통산 : 1년 | KBO 통산 : 1년 | 4.91       | 7    | 0    | 0    | 1  | 3  | 0  | 0  | 0.250 | 168  | 36.2 | 46     | 4      | 12   | 4    | 46     | 22   | 20     |
| NPB 통산 : 1년 | NPB 통산 : 1년 | 2.56       | 0    | 0    | 0    | 0  | 0  | 0  | 2  | -     | 133  | 31.2 | 19     | 2      | 15   | 7    | 26     | 14   | 9      |